# Савана (река)
Вижте пояснителната страница за други значения на Савана.
Савана (на английски: Savannah River) е река в югоизточната част на САЩ, протичаща по границата между щатите Южна Каролина и Джорджия. Дължината ѝ е 484 km (заедно с дясната съставяща я река Тугалу 558 km), а площта на водосборния басейн – 25 511 km².

## Извор, течение, устие
Река Савана изтича от преградната стена на язовира „Хартуел“, разположен на 200 m н.в., на границата между щатите Южна Каролина и Джорджия. В него се вливат двете съставящи я реки Сенека (лява съставяща) и Тугалу (дясна съставяща), извиращи от най-южните части на хребета Блу Ридж (съставна част на Апалачите). В горното си течение реката пресича най-южните части на платото Пидмънт, като образува множество бързеи и прагове. След изтичането си от най-долния язовир „Джон Щром Фърмънд“, над град Огъста излиза от платото и пресича Атлантическата низина в югоизточно направление, където течението ѝ става бавно и спокойно, а самата тя се превръща в широка и пълноводни река. Влива се в Атлантическия океан, при град Савана, като образува малка делта.

## Притоци, хидроложки показатели
Основните притоци на река Савана са: леви – Сенека (34 km), Роки (81 km); десни – Тугалу (74 km), Брод (97 km), Брайър (198 km). Подхранването ѝ е смесено (дъждовно и грунтово). Пълноводието ѝ е през пролетта, а маловодието през лятото, с епизодични летни прииждания в резултат от поройни дъждове във водосборния ѝ басейн. Средният ѝ годишен отток при град Огъста е 332 m³/s.

## Стопанско значение, селища
На реката е изградена каскада от 3 язовира („Хартуел“, „Ръсел“ и „Джон Щром Фърмънд“), водите на които се използват за производство на електроенергия, водоснабдяване и напояване. В долното и средното си течение (до град Огъста, на 356 km от устието) е плавателна за плитко газещи речни съдове. По течението ѝ са разположени два големи града Огъста и Савана, в щата Джорджия. Край Савана има завод за плутоний и за части на водородни бомби.